# WURAG Eisen- und Stahlwerke

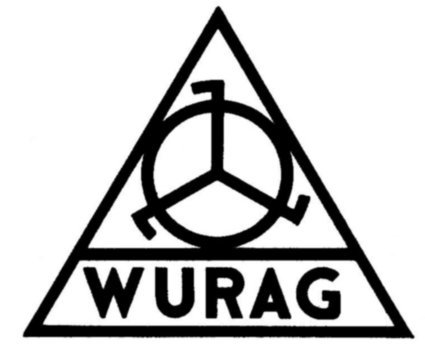
Markenzeichen der WURAG

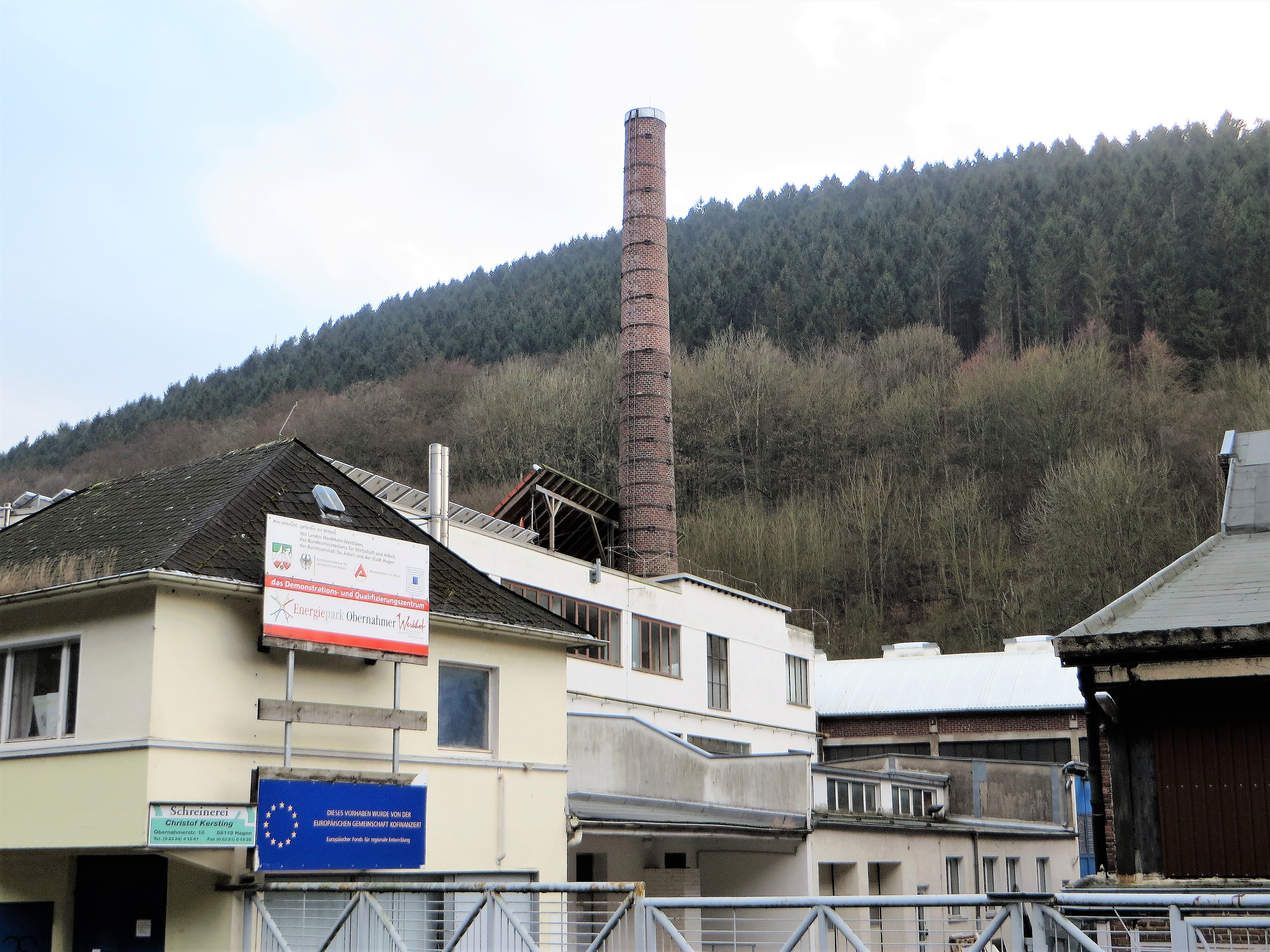
Ehemalige WURAG

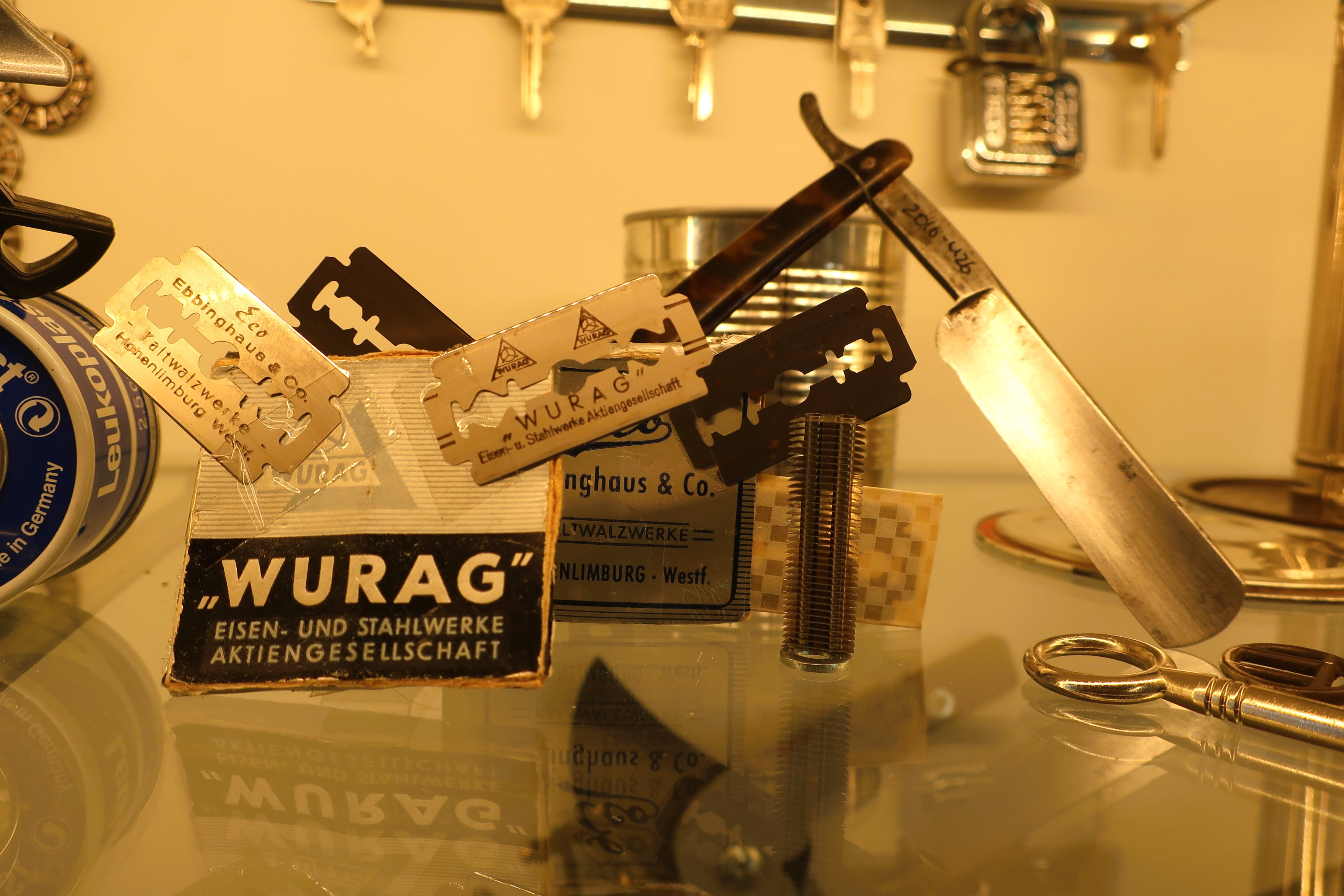
Rasierklinge, hergestellt von der WURAG Eisen- und Stahlwerke AG

Die WURAG Eisen- und Stahlwerke AG war ein Draht- und Kaltwalzwerk im Nahmertal in Hagen-Hohenlimburg, das aus mehreren Drahtziehbetrieben entstand, die sich bis 1855 zurückverfolgen lassen. Zur Blütezeit des Wirtschaftswunders arbeiteten rund 1000 Arbeiter und Angestellte für die WURAG, 1993 wurde der Betrieb geschlossen.

## Geschichte
Im Juli 1855 gründet der gelernte Drahtzieher Christian Friedrich Boecker mit seinem Schwager Ludwig Backhausen die Friedrich Boecker Phillips Sohn & Co., die die Kaltwalzmethode zum Herstellen von Flachdraht anwendet, der für die Ausstattung von Reifröcken Verwendung findet. 1858 wird dort die erste Dampfmaschine zum Antrieb der Walzen eingesetzt, das bisher benutzte Mühlrad wird stillgelegt. Boecker setzte sich auch für den Bau der Ruhr-Sieg-Bahnlinie ein, die 1860 in Betrieb ging und den Güterverkehr wesentlich vereinfachte. 1884 sterben Christian Friedrich Boecker und Ludwig Backhausen in kurzem Abstand und Philipp Boecker übernimmt die Firmenführung. Philip Boecker war dann auch eine der treibende Kraft hinter der Gründung der Hohenlimburger Kleinbahn, die 1898 den Betrieb aufnahm und die Industriebetriebe des Nahmertals mit der Normalspurbahn in Hohenlimburg verband.
Im Jahr 1908 schlossen sich die benachbarten Werke Friedrich Boecker Phillips Sohn & Co. und Friedrich Koenig zu Hohenlimburg zur Vereinigte Walz- und Röhrenwerke AG zusammen – der Name WuRAG entsteht. Die Firma Friedrich Koenigs bestand seit 1873 und hatte vom Beginn als Hammerwerk, der Aufnahme der Drahtzieherei 1880, der Herstellung von Stabeisen 1885 und der Errichtung eines Kaltwalzwerks und Röhrenwalzwerks beständig expandiert. 1915 wird eine neue Röhrenwerkshalle fertiggestellt, die Fabrikation aber schon 1917 nach Wickede (Ruhr) umgesiedelt und ausgegliedert.
Im Zuge des Ersten Weltkrieges wurde die WURAG im Juli 1916 von den Rheinischen Stahlwerken übernommen und firmierte um zur Rheinische Stahlwerke Abtlg. WURAG. Schon wenig später geht auch Rheinstahl mit der WURAG in der neu gegründeten Vereinigte Stahlwerke AG (VESTAG) auf – der Röhrenbetrieb in Wickede bleibt der WURAG erhalten, die Drahtflechterei und Feindrahtzieherei werden jedoch an die Westfälische Union in Hamm abgegeben – und wieder wird umfirmiert, diesmal zur Vereinigte Stahlwerke – Wuragwerk in Hohenlimburg. 1926 wird auch das Werk Boecker & Haver GmbH, dass sich zwischen den Werken von Boecker und Koenig in den WURAG-Verbund aufgenommen, das bereits seit 1817 Draht zog und zum Phoenix-Konzern gehörte, der ebenfalls in die VESTAG fand.
Im Dezember 1933 wurde die Wurag als WURAG Eisen- und Stahlwerke AG wieder formal selbstständig, 100 % des Aktienbesitzes verblieben allerdings bei den Vereinigten Stahlwerken, die Herstellung von Röhren trennte man jedoch in Form des Werkes in Wickede, der Wuragrohr GmbH komplett ab. Zwischen 1939 und 1945 war das Kaltwalzwerk Wurag AG, eines der Unternehmen in Hohenlimburg die ausländische Arbeitskräfte und Zwangsarbeiter beschäftigte.
Nach dem Zweiten Weltkrieg, den die vier Werke unbeschadet und ohne Demontage überstanden, wurde die WURAG 1951 im Zuge der Entflechtung der Vestag eine Tochter des Bochumer Vereins, der seinerseits 1965 von Krupp übernommen wurde. Auch die WURAG firmierte später zu KRUPP um. Am 29. September 1993 wurde der Betrieb eingestellt, eine Folge der Konzentrationsmaßnahmen nach der Fusion Krupp/Hoesch im Jahr 1992.
Die meisten Gebäude in der Obernahmer wurden 2011 abgerissen.